# Toni Pandolfo
 Toni Pandolfo (né à Floridia, le 26 août 1961) est un acteur italien.

## Biographie
Toni Pandolfo est né en Sicile. Il a reçu sa formation artistique en Lombardie et réside à Milan.

## Filmographie

### Cinéma
- 2006 : La cura del gorilla (it), par Carlo A. Sigon (it) : Sami[1]
- 2007 : Signorina Effe (it), par Wilma Labate : un vieil ouvrier[1]
- 2010 : L'Ange du mal, par Michele Placido : Spaghettino[1]
- 2011 : Rasputin, par Louis Nero : un policier[1]
- 2012 : Dracula (film, 2012), par Dario Argento : un chef de gare[1]
- 2017 : The Broken Key, par Louis Nero : un inspecteur[1]
- 2019 : Michel-Ange, par Andreï Kontchalovski : Dante[1]
- 2022 : La ricetta italiana par Zuxin Hou : un sans-abri[1]

### Télévision
- 2012 : Camera Café, 5ème saison, épisode Chi si firma è perduto (23 janvier 2012) : guest star[1]